# La Chapelle-Saint-Mesmin
La Chapelle-Saint-Mesmin è un comune francese di 9 693 abitanti situato nel dipartimento del Loiret nella regione del Centro-Valle della Loira.

## Società

### Evoluzione demografica
Abitanti censiti